# Chiesa di Nostra Signora Assunta e Santa Zita
La chiesa di Nostra Signora Assunta e Santa Zita è luogo di culto cattolico situato nella zona di Borgo Pila nel quartiere della Foce, tra via di Santa Zita e corso Buenos Aires, nel comune di Genova nella città metropolitana di Genova. La chiesa è sede della parrocchia omonima del vicariato di Albaro dell'arcidiocesi di Genova.

## Storia e descrizione

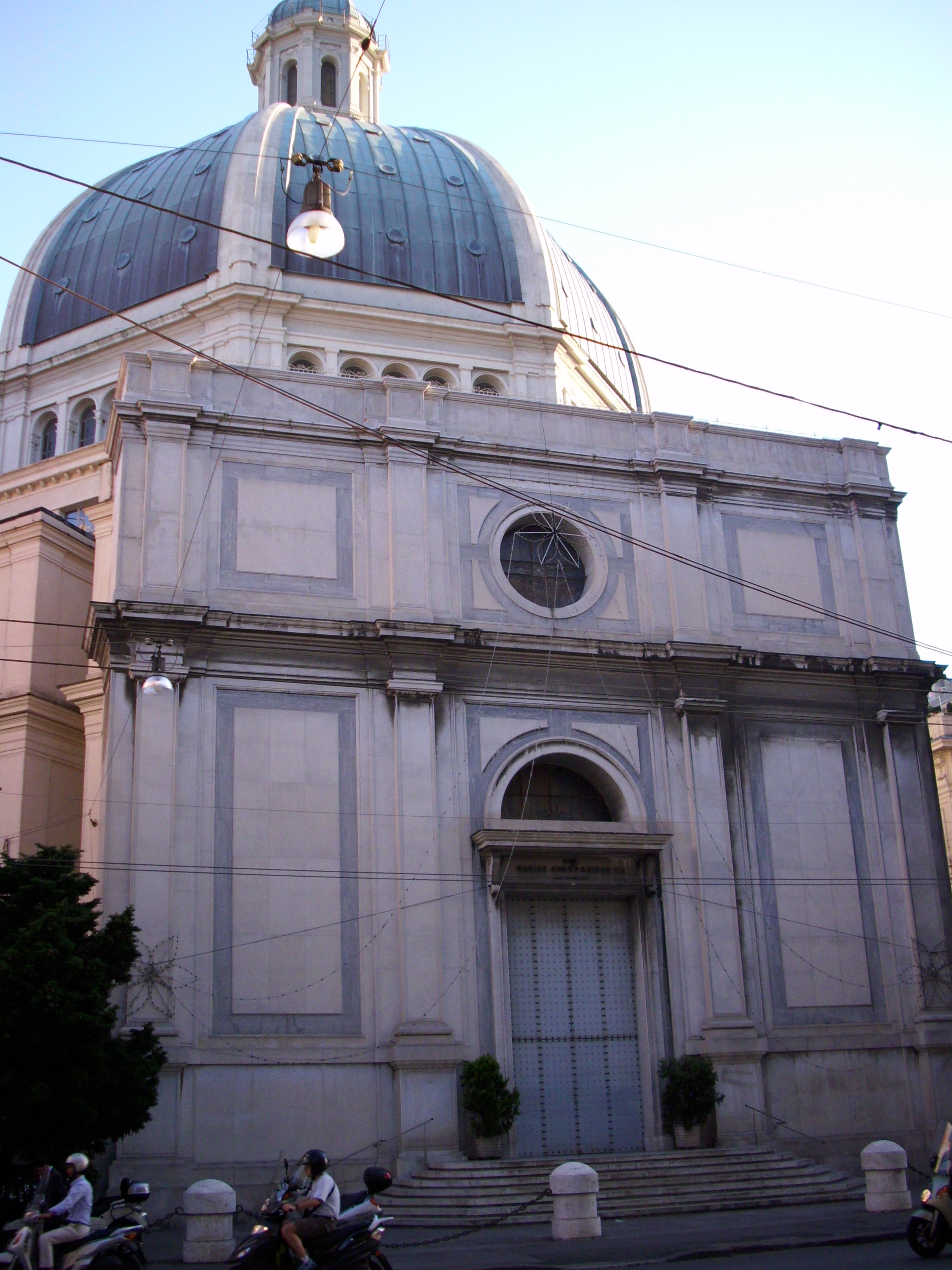
Particolare della struttura

In passato in zona, sulle sponde del Bisagno, sorgeva una chiesa, costruita nel XIII secolo dai mercanti lucchesi viventi in quella zona che praticavano l'artigianato dei tessuti di lana e di seta, era dedicata al Volto Santo (culto importato dai Lucchesi), nome che mantenne fino a quando, nel 1278, una vergine lucchese di nome Zita non venne fatta santa. La comunità lucchese in Genova aveva nei secoli XV-XVI anche un'altra chiesa, poco distante, sempre nei pressi del Bisagno, la chiesa di Borgo degli Incrociati.
Questo primo luogo di culto venne danneggiato gravemente da una piena del Bisagno e successivamente ricostruito nel 1452. Questo nuovo edificio venne poi restaurato nel 1833.
Quando nel 1874 Borgo Pila si staccò da Albaro, Santa Zita divenne una parrocchia autonoma con una popolazione di circa quattromila persone, la maggior parte ortolani. La proclamazione venne fatta da monsignor Salvatore Magnasco il 7 luglio 1874, con la successiva approvazione della Santa Sede del 10 gennaio 1876.
Alla fine del XIX secolo la chiesa divenne insufficiente rispetto alle necessità della popolazione, per cui se ne decise la demolizione. Una nuova chiesa, quella visibile attualmente, venne costruita a partire dal 1893 (l'arcivescovo Tommaso Reggio pose la prima pietra il 12 novembre di quell'anno) su un terreno donato fin dal 1879 dalla Duchessa di Galliera Maria Brignole Sale De Ferrari.
La chiesa, in stile neorinascimentale fiorentino, fu realizzata su disegni di Angelo Del Vecchio, ripresi ed ampiamente variati da Maurizio Dufour. Officiata dal 15 agosto 1899 (ma mancava ancora la cupola), era stata costruita poco distante dalla precedente chiesa, la quale fu demolita (ne restano solo alcune parti di muratura inglobate nel cortile del palazzo di fronte all'attuale Santa Zita). Fortunatamente il portale della vecchia chiesa è stato salvato e collocato nella parte posteriore della chiesa. Il portale della vecchia chiesa porta sul suo architrave tre statue (un Crocifisso con ai lati la Madonna e san Giovanni Battista), provenienti da un altare scomparso della chiesa; sono tutte e tre opera del Paracca (XVI secolo).
La nuova chiesa fu ultimata con la cupola in stile fiorentino realizzata dall'ing. Carlo Bagnasco su progetti del Dufour, tra il 1926 e il 1929, quest'ultima raggiunge un'altezza di 60 metri circa. Al suo interno conserva, ereditate dalla precedente Santa Zita, la statua della Madonna di Città ed una tela di Valerio Castello con il Miracolo di santa Zita.
Il cardinale Giuseppe Siri benedisse la nuova pavimentazione il 21 dicembre 1958 e consacrò la chiesa il 28 giugno 1975.